# Municipio de Potosi
El municipio de Potosi (en inglés: Potosi Township) es un municipio ubicado en el condado de Linn en el estado estadounidense de Kansas. En el año 2010 tenía una población de 1840 habitantes y una densidad poblacional de 12,66 personas por km².

## Geografía
El municipio de Potosi se encuentra ubicado en las coordenadas 38°10′33″N 94°41′14″O / 38.17583, -94.68722. Según la Oficina del Censo de los Estados Unidos, el municipio tiene una superficie total de 145.29 km², de la cual 141.39 km² corresponden a tierra firme y (2.68%) 3.9 km² es agua.

## Demografía
Según el censo de 2010, había 1840 personas residiendo en el municipio de Potosi. La densidad de población era de 12,66 hab./km². De los 1840 habitantes, el municipio de Potosi estaba compuesto por el 95.16% blancos, el 0.76% eran afroamericanos, el 0.49% eran amerindios, el 0.76% eran asiáticos, el 0.11% eran isleños del Pacífico, el 1.03% eran de otras razas y el 1.68% pertenecían a dos o más razas. Del total de la población el 2.61% eran hispanos o latinos de cualquier raza.